# Indestructible (Rancid-Album)
Indestructible ist das sechste Studioalbum der Punkband Rancid, veröffentlicht 2003. Es entfernt sich stilistisch vom Hardcore Punk des vorherigen Albums der Gruppe. Stattdessen wurden wieder mehr Ska-Elemente in die Songs aufgenommen.

## Rezeption
Das Album, das in den US-amerikanischen Charts Platz 15 erreichte, wurde auch von der Kritik überwiegende positiv aufgenommen. So ist Indestructible nach Meinung des Rezensenten von laut.de das beste Rancid-Album seit 1995 (…And Out Come the Wolves). Allmusic kritisierte einzelne Titel, empfiehlt die Platte jedoch insgesamt. Besonders gelobt wird der Gesang von Tim Armstrong. Das Ox-Fanzine verurteilte die Kommerzialisierung. Die Art und Weise, wie die Band sich vermarkten lasse, widerspreche allen ursprünglichen Ideen des Punk. Musikalisch habe die Band jedoch „eine solide Punkscheibe eingespielt, die Spaß macht, aber keinen Grund zu Euphorie gibt.“
Indestructible platzierte sich auch in Deutschland und Österreich in den Charts.

## Titelliste
1. Indestructible – 1:36
2. Fall Back Down – 3:43
3. Red Hot Moon – 3:36
4. David Courtney – 2:44
5. Start Now – 3:05
6. Out Of Control – 1:41
7. Django – 2:25
8. Arrested In Shanghai – 4:11
9. Travis Bickle – 2:16
10. Memphis – 3:25
11. Spirit Of '87 – 3:22
12. Ghost Band – 1:37
13. Tropical London – 3:01
14. Roadblock – 1:58
15. Born Frustrated – 2:56
16. Back Up Against The Wall – 3:20
17. Ivory Coast – 2:19
18. Stand Your Ground – 3:24
19. Otherside – 1:52
20. Killing Zone (nur auf der Vinyl-Veröffentlichung des Albums enthalten)

## Trivia
Der Song „Fall Back Down“ wurde im Videospiel „Tony Hawk’s Underground 2“ veröffentlicht. Des Weiteren ist der Song „Out of Control“ im Videospiel „Need for Speed: Underground“ zu hören. Zu dem stark ska-beeinflussten Song „Red Hot Moon“ gibt es auch einen Videoclip.
Im Booklet sind neben den Texten auch Kommentare der Bandmitglieder abgedruckt.